# Bojan Markoski
Bojan Markoski (mazedonisch Бојан Маркоски; * 8. August 1983 in Skopje, SR Mazedonien, SFR Jugoslawien) ist ein ehemaliger mazedonischer Fußballspieler und heutiger Trainer. 

## Als Spieler

### Verein
Bojan Markoski stammt aus der Jugend von Vardar Skopje und startete dort, mit kurzem Abstecher zum FK Cementarnica 55, auch seine Profikarriere. Bis 2008 war er noch für die Vereine FK Bežanija und OFK Belgrad aktiv. Anschließend zog es ihn bis zu seinem Karriereende 2020 nach Zypern, wo er für fünf Vereine spielte und dabei mit Apollon Limassol im Jahre 2013 den nationalen Pokal gewann. Kurzzeitig spielte er auch noch 2016 für Rabotnički Skopje.

### Nationalmannschaft
Am 27. März 2015 bestritt Maroski ein Länderspiel für die mazedonischen A-Nationalmannschaft in der EM-Qualifikation gegen Belarus. Bei der 1:2-Niederlage in Skopje kam der Innenverteidiger über die vollen 90 Minuten zum Einsatz.  

### Erfolge
- Mazedonischer Pokalsieger: 2007
- Zyprischer Pokalsieger: 2013

## Als Trainer
Seit dem 4. Juni 2020 war Markoski Co-Trainer seines ehemaligen Verein, dem zyprischen Erstligisten Ethnikos Achnas. Einen Monat nach Beginn der Saison 2022/23 wechselte er als Co-Trainer zum Ligarivalen AEL Limassol.